# 퀸튼 아론

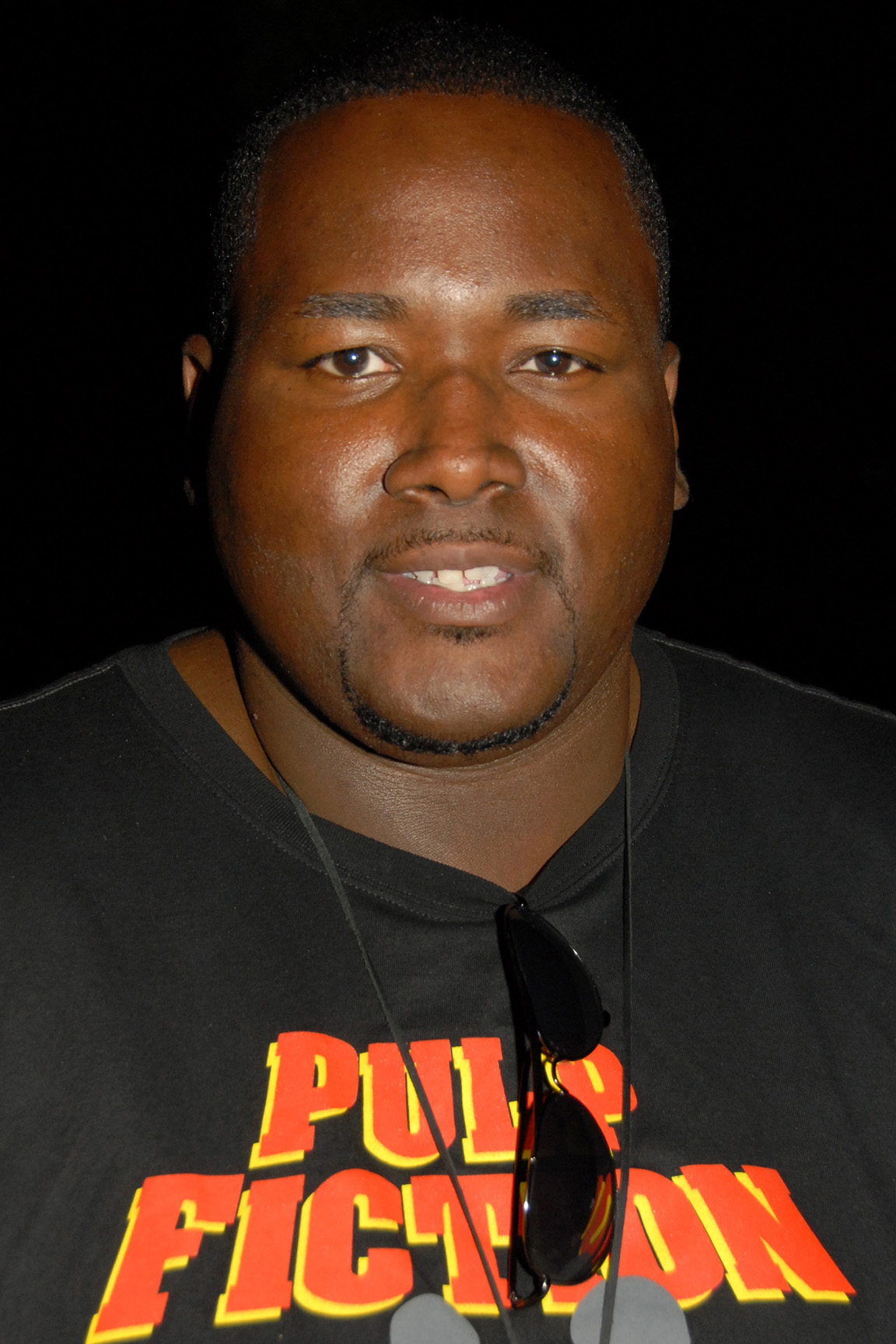

퀸튼 아론(Quinton Aaron, 1984년 8월 15일 ~ )는 미국의 영화배우, 텔레비전 배우이다.
브롱크스에서 태어났다.

## 영화
- 피쉬보울 캘리포니아 (2018년) - 라드 차드 역
- 더 세컨드 커밍 오브 크라이스트 (2018년)
- 락 페이퍼 데드 (2017년)
- 하트, 베이비 (2017년)
- 그레이터 (2016년)
- 하프웨이 (2016년)
- 마이 퍼스트 미라클 (2016년)
- 세상의 모든 엄마와 딸들 (2016년) - 해밀턴 박사 역
- 댄서 앤 더 데임 (2015년)
- 마이 페이버릿 파이브 (2015년)
- 랩 댄스 (2014년)
- 레프트 비하인드: 휴거의 시작 (2014년) - 사이먼 역
- 1982 (2013년)
- 어피어링 (2013년)
- 더 미너스터스 (2009년)
- 블라인드 사이드 (2009년) - 마이클 오어 역
- 비카인드 리와인드 (2007년) - 큐 역
- 법과 질서 (1990년)